# Ewa Lipska
Ewa Lipska (Cracovia, 8 ottobre 1945) è una poetessa polacca.

## Biografia
Debutta come poetessa nel 1961, pubblicando sul quotidiano Gazeta Krakowska le poesie Krakowska noc, Smutek e Van Gogh. Si diploma all'Accademia di Belle Arti di Cracovia. Dal 1970 al 1980 lavora presso la prestigiosa casa editrice Wydawnictwo Literackie, negli anni ottanta collabora con la rivista letteraria Pismo. In questi anni viaggia, grazie a borse di studio ministeriali: tra il 1975 e il 1976 visita gli Stati Uniti, dove partecipa all'International Writing Program dell'università dell'Iowa; nel 1983 trascorre sei mesi a Berlino Ovest grazie ad un'altra borsa di studio del programma ministeriale DAAD (das Künstlerprogramm des Deutschen Akademischen Austauschdienstes ). Dal 1990 collabora con la redazione di Dekada Literacka. Dal 1991 al 1994 ricopre l'incarico di vicedirettore dell'Istituto polacco di Vienna e dal 1994 ne diventa la direttrice. Nel 1997 ritorna a Cracovia e attualmente si divide tra le due città.

## Opere
- Wiersze (Poesie) (1967)
- Drugi zbiór wierszy (Seconda raccolta di poesie) (1970)
- Trzeci zbiór wierszy (Terza raccolta di poesia) (1972)
- Czwarty zbiór wierszy (Quarta raccolta di poesie) (1974)
- Piąty zbiór wierszy (Quinta raccolta di poesie) (1978)
- Żywa śmierć (La morte viva) (1979)
- Nie o śmierć tutaj chodzi, lecz o biały kordonek (Qui non si tratta della morte, ma del bianco cordonetto) (1982)
- Przechowalnia ciemności (Deposito d'oscurità) (1985)
- Strefa ograniczonego postoju (Zona di sosta limitata) (1990)
- Stypendyści czasu (Borsisti di tempo) (1993)
- Ludzie dla początkujących (La gente per i principianti) (1997)
- 1999 (1999)
- Sklepy zoologiczne (Negozi d'animali) (2001)
- Ja (Io) (2003)
- Gdzie Indziej (Altrove) (2005)
- Drzazga (Scheggia) (2007)

Nel corso degli anni sono state inoltre pubblicate alcune antologie, contenenti nuove liriche, come ad esempio: Wakacje mizantropa (La vancanza del misantropo) (1993), Godziny poza godzinami (Le ore oltre le ore) (1998) e Sekwens (Sequenza) (2003).

## Opere tradotte in italiano
- L'occhio incrinato del tempo, Armando, Roma, 2013
- Il lettore di impronte digitali, Donzelli, Roma, 2017
- Memoria operativa - L'Amore in procedura d'emergenza, Le Lettere, 2022, Grassina (FI)